# Ung och kåt
Ung och kåt är en ungdomsbok skriven av Melvin Burgess, som ungdomsserien Life As We Know It baserades på. Den utgavs 2004 i svensk översättning. Den har även utkommit på svenska som Killar och tjejer (2006).
Ung och kåt berättar om tre pojkar sexuella aktivitet med särskilt fokus på deras oanständiga samtal med varandra. Boken belönades 2004 med Los Angeles Times Book Prize i kategorin Young Adult Literature men har också fått mycket kritik för att helt enkelt utgöra snusk och sakna originaliteten hos Burgess tidigare böcker.